# Pueblo añú
Añú es un pueblo indígena de Venezuela, y unos de los cinco pueblos aborígenes del estado Zulia que son: los barí, los yukpa, los añú, los wayú y los japrería, o a su lengua el idioma añú.

## Historia y distribución

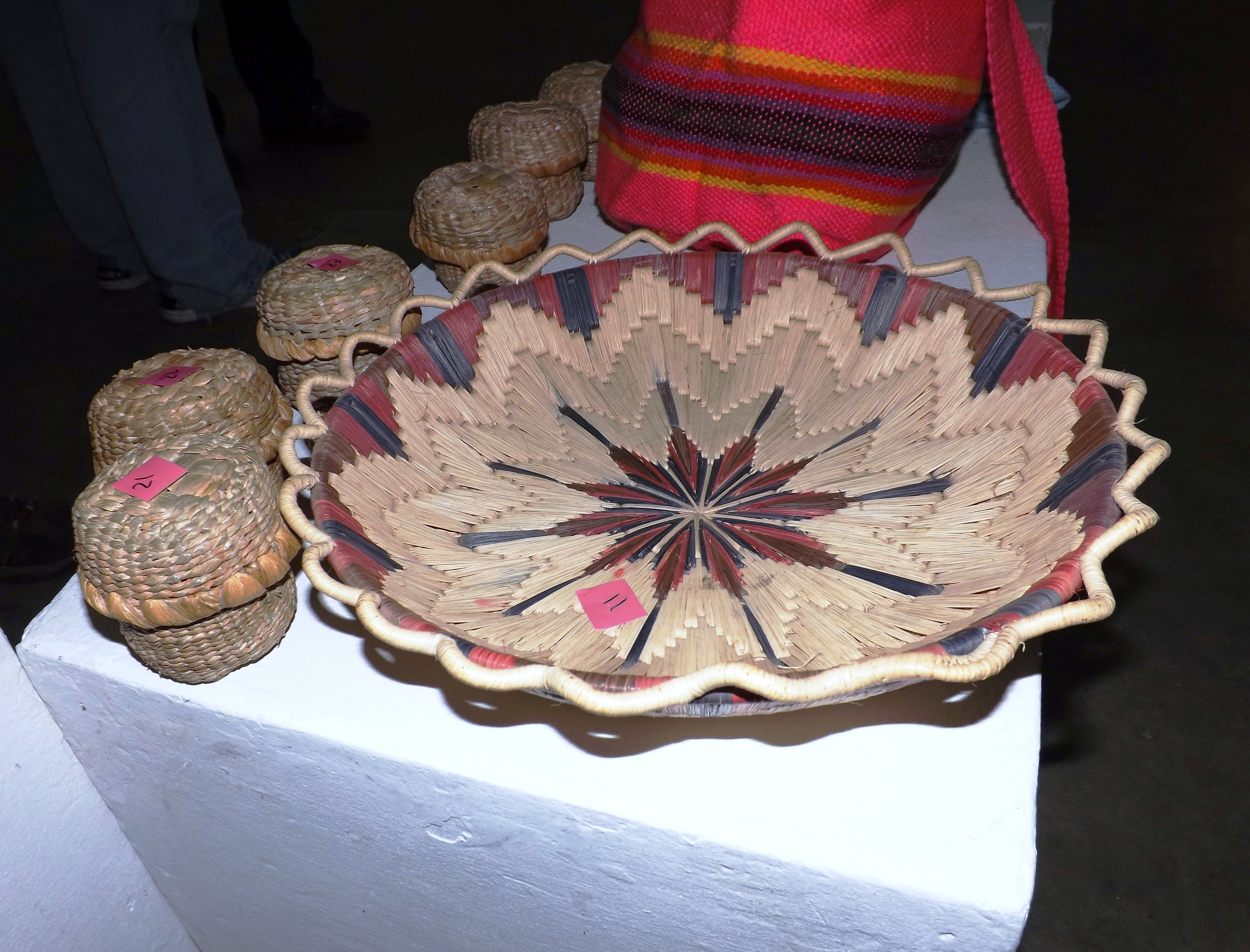
Cestería elaborada por los añú con hojas de enea o totora.

La palabra añu  significa 'gente de agua' o 'gente del mar'. También son conocidos como paraujanos, que significa habitantes de la costa del mar y designación derivada del gentilicio que los vecinos wayúu aplican a los añú, es un término compuesto de para "mar" o también pararu "costa del mar"; así pues, se le identifica como “gente de la costa de mar” (Johannes Wilbert. 1983). En la actualidad, aunque mayormente los ancianos se reconocen a sí mismos como añú, se encuentra muy extendido el empleo del término lagunero, para referirse a sí mismos como oriundos de la laguna.
Los añú son uno de los cinco pueblos aborígenes existentes en el estado Zulia (siendo los otros cuatro los barí, los yukpa, los wayúu y los japreria). Esta última comunidad es reconocida desde hace muy pocos años por el gobierno nacional, razón por la cual no se puede ubicar geográficamente en un lugar específico de la serranía del Perijá. Sin embargo, se encuentran cerca de las comunidades de los barí y yukpa.
Los añú, son la segunda comunidad indígena con mayor cantidad de miembros en Venezuela. Al igual que los wayú, pertenecen a la familia lingüística arawak. El mismo término "paraujano", designación wayú, se impuso sobre el gentilicio propio "añú" (actualmente muy poco usado), y en las últimas décadas se ha impulsado su empleo por parte de investigadores y el Movimiento Cultural Paraujano (MOCUPA).
Al ecosistema y a las viviendas palafiticas de los añú se le atribuye el origen toponímico de Venezuela, debido a su semejanza con las casas de Venezia. El 24 de agosto de 1499 Américo Vespucio entró en el Lago de Maracaibo, encontrándose con las comunidades que hacían vida en las zonas costeras y orillas del estuario, que para entonces era el territorio de los añú. Según estudiosos como Yldefonso Finol, los añú tuvieron un choque fuerte y sistemático con los conquistadores españoles, ya que éstos habitaban las partes habitables y aptas para el comercio, lo que posteriormente desencadenaría la pérdida por parte de los añú de sus territorios, lengua y aspectos culturales.

### Ubicación
Esta comunidad se encuentra ubicada geográficamente en Venezuela: en los municipios Guajira, Mara, Almirante Padilla, Rosario de Perijá (Barranquita) y Maracaibo, en el Estado Zulia. 
En el municipio Guajira se encuentran asentados en Sinamaica; en los sectores El Barro, La Boquita, Las Parcelas, Nuevo Mundo, Boca de Caño, Caño Morita, La Ponchera, El Cañito y Zanzíbar. Según el censo del año 2001 hay 17 437 habitantes añú y la laguna de Sinamaica cuenta con una población de 5942 habitantes. Es en este municipio donde se encuentra la mayor población añú. 
Del mismo modo, se encuentran en San Rafael de El Moján del municipio Mara, en los sectores Nazareth, El Guacuco, Indio Mara y Las Lomas.
En cuanto al municipio Almirante Padilla se ubican en Isla de Toas, Isla de Maraca, Isla de Zapara, Isla de San Carlos e Isla de Sabaneta.
De igual manera, se encuentran en el municipio Maracaibo, ubicado en Santa Rosa de Agua y alrededor de algunos ríos de Venezuela, mayormente en el estado Zulia.

### Amenazas

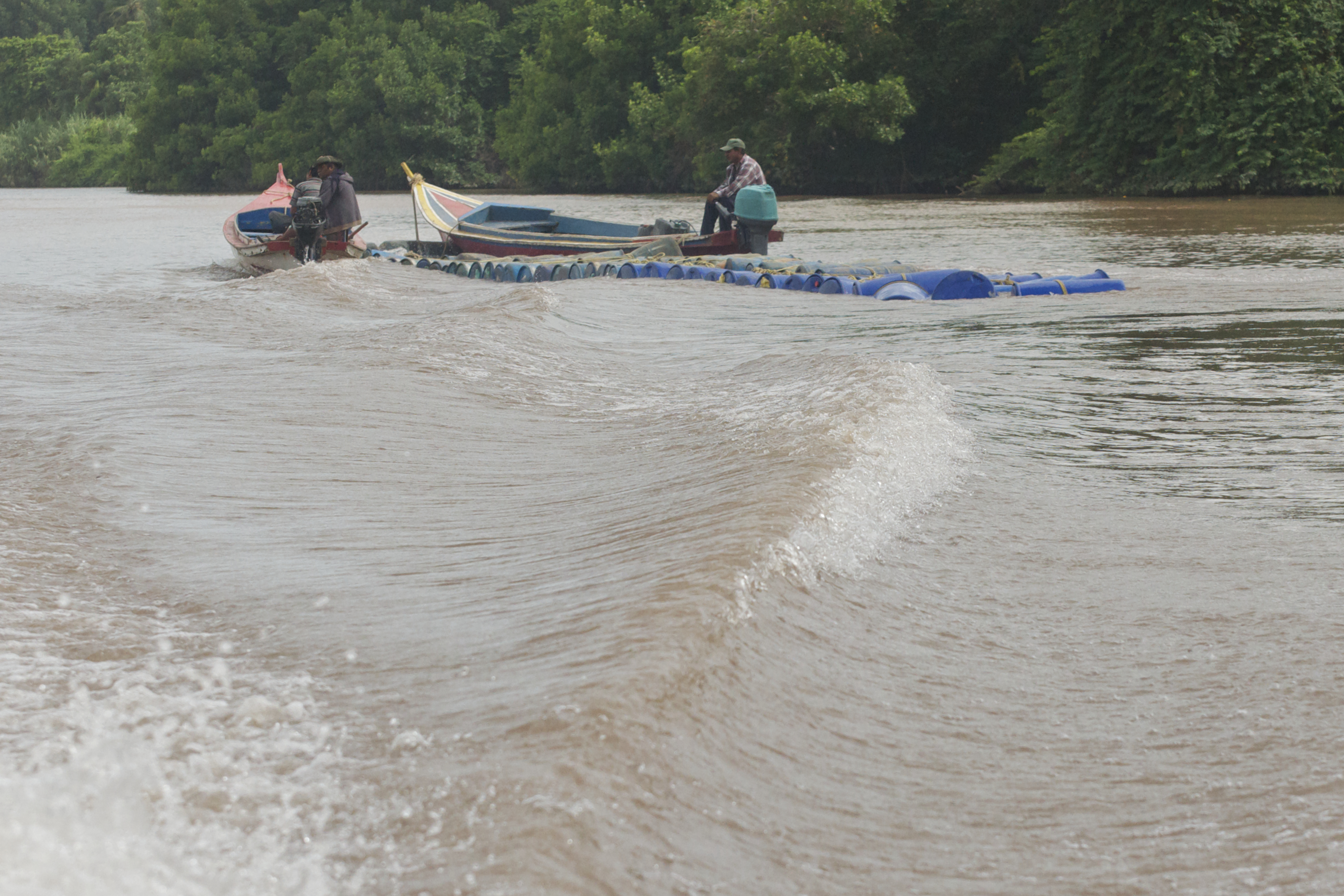
Contrabando en la Laguna de Sinamaica

En el caso del pueblo añú, son múltiples los factores que amenazan su existencia: la fragilidad de su ecosistema, caracterizado por ambientes de manglar y laguna; la pérdida progresiva de su lengua; los cambios en los elementos culturales que conforman su dinámica sociocultural; y las precarias condiciones de vida en las que se encuentran. Todos estos factores generan tensiones constantes dentro del grupo y afectan profundamente la vida de este pueblo indígena.
La pervivencia de la sociedad añú depende en gran medida de la continuidad de sus modos de vida y a la continuación de las prácticas culturales que aún conservan. Modos de vidas que se han visto afectados dadas las condiciones ambientales y el desequilibrio que resulta de la contaminación que ha sufrido el Lago de Maracaibo a partir de la explotación petrolera iniciada en el siglo XX, lo que ha generado cambios en las dinámicas económicas y sociales, iniciadas a partir de los daños sufridos en el ecosistema y la desaparición de fuentes de ingreso como la pesca.
El crecimiento demográfico de ciudades cercanas como Maracaibo y el Moján también han generado cambios importantes en las dinámicas del pueblo añú, ya que la expansión de la modernidad y el urbanismo acarrea mayores niveles de consumo y por ende contaminación a través de desechos sólidos que terminan vertidos en las aguas.
Los niveles de contaminación impactan de igual forma en la salud de la comunidad añú, dada la cercanía que éstos poseen con el Lago de Maracaibo, y como éste alimenta al río limón y la Laguna de Sinamaica. Los pobladores de las orillas del lago de Maracaibo y otras zonas en las que habitan los añú se ven afectados por la pérdida de sus prácticas económicas y a las constantes enfermedades que se generan al verse contaminadas las aguas.

## Organización y aspectos culturales

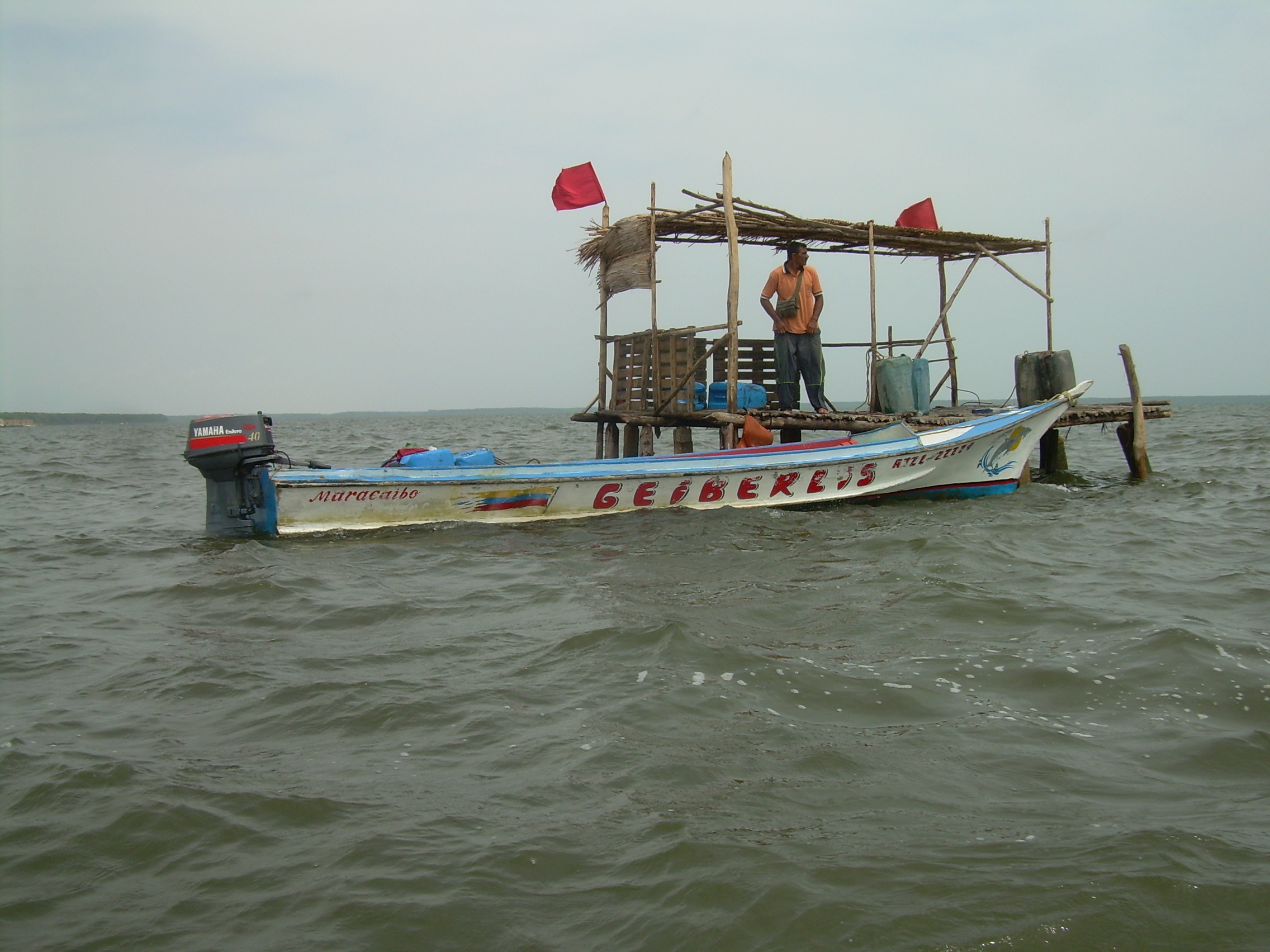
Chozas palafiticas construidas como paradas para pescadores

### Economía
La economía de los añú, es a través del sustento de la pesquería, son agricultores y la fuente principal del sustento económico de la familia. Este trabajo lo realizan los hombres y se transmite de padre a hijos. Otra fuente de ingreso la obtiene la mujer mediante el corte de la enea, para luego tejerla. De este trabajo es muy poco lo que ingresa a la familia.
Una de las actividades del añú es la caza de aves silvestres como la yaguaza, el cáñamo y el cuervo, la tijereta, etc.
Otra de las actividades que sustentan a las familias añú que aún viven en la Laguna de Sinamaica es el turismo, entre los atractivos de la zona se encuentra el modo de vida típico de las comunidades que aún viven en sus casas construidas en las orillas del río limón, el lago de Maracaibo y la laguna. Mucha de la actividad turística se desarrolla en relación con fiestas patronales, ecoturismo y la cultura local.
También se ha sumado a las actividades económicas de la zona, el contrabando de combustible venezolano, el cual era transportando vía marítima a zonas de Colombia para su posterior venta. La laguna de Sinamaica ha servido como corredor natural para dicha actividad, lo que ha generado un desequilibrio en el ecosistema y el impacto directo en los modos de vidas de los pobladores.

### Cultura
La cultura añú ha fomentado la actividad del tejido de Marishy (enea), para realizar las esteras que se utilizan como pared y techo de los palafitos. También para hacer diferentes accesorios estéticos como cestas, figuras de animales, etc. Este trabajo es manual y únicamente lo realizan las mujeres añú.
De igual forma el trabajo con la madera de mangles, que se utiliza para la construcción de los tapinas (palafitos), anoa (canoas),  y aneishy (canalete). Esta es la función realizada por los hombres añú.

### Vivienda

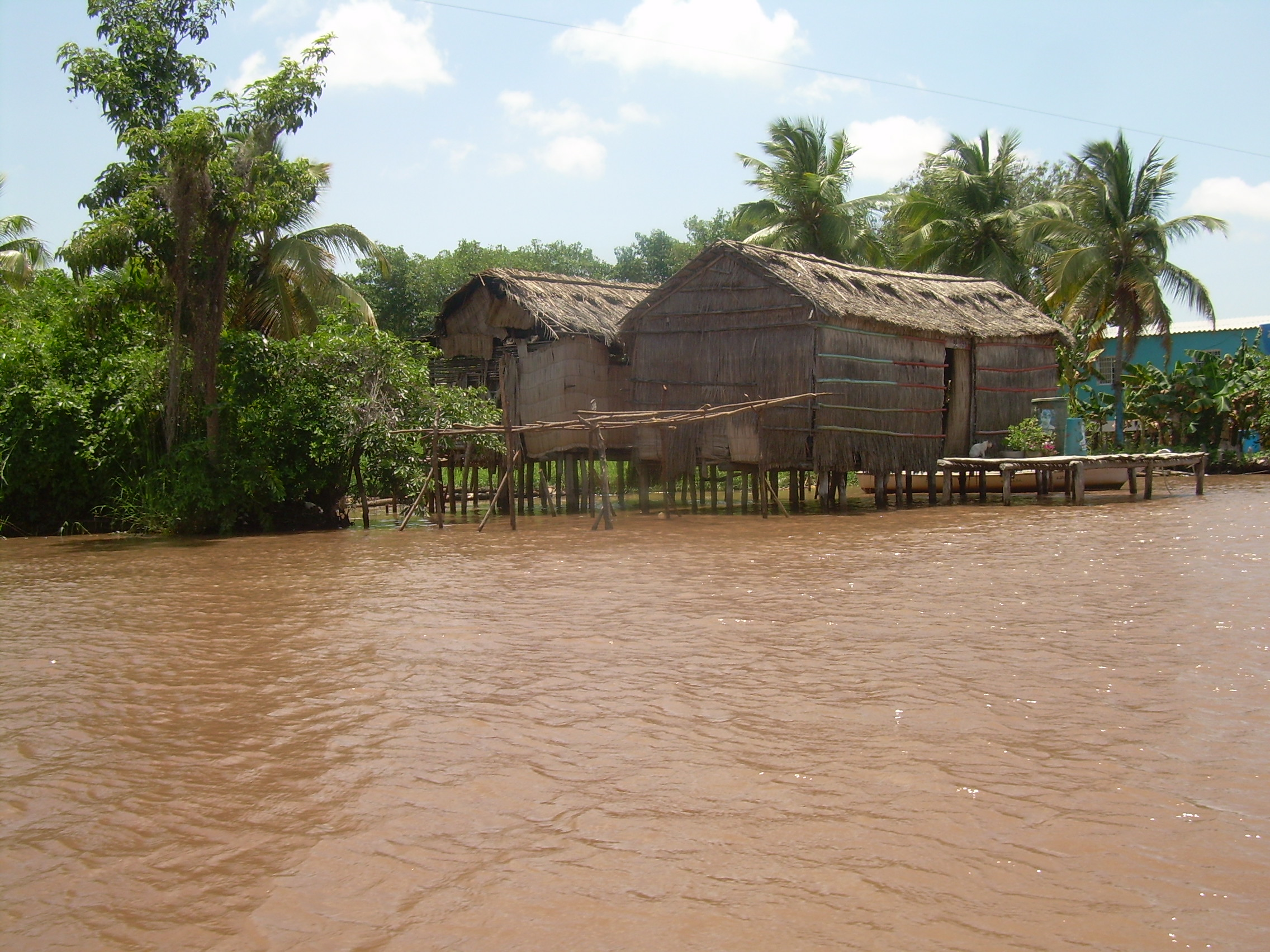
Viviendas añú

La vivienda del añú es una tradición que ha permanecido hasta hoy; esta vivienda es construida de madera de mangle y esteras; hecha de enea, construida sobre el agua a unos dos metros sobre la misma. Este tipo de vivienda es llamada palafito.
Debido a que la pesca constituye una práctica común y es la fuente de ingresos para las familias añú, muchas de sus viviendas se establecieron sobre las aguas del Lago de Maracaibo, Río Limón y la Laguna de Sinamaica, también hacia el sur del lago. Las viviendas fueron avistadas por los primeros españoles que llegaron hacía tierras venezolanas, por lo que comenzaron a relatar e incluir en sus descripciones, la formas y características de las viviendas añú.
Varios estudiosos del tema arquitectónico amerindio califican a las viviendas añú como uno de esos ejemplos del nivel de desarrollo y equilibrio que mantenían con el ecosistema natural de la zona, al respecto Jahn decía.

...las casas son generalmente pequeñas y se componen de una choza que sirve de vivienda y otra contigua, abierta en que se tiene la cocina. Los principales horcones de estas dos chozas se hallan enclavados en el fondo del lago, más o menos ochenta centímetros o un metro debajo del nivel del agua.
Jahn, 1927:207

Los palafitos añú son considerados patrimonio venezolano, debido a que conservan en gran medida las características que se describen en los relatos de las épocas coloniales.

## Mitología clonioneria

### Concepción de la muerte
Para los Añú, la muerte aparece tras un camino lleno de actos que generan sufrimientos, misterio, sorpresa, a través del camino aparecen animales que se comunican y orientan hasta el lugar del destino final. (Alí Fernández: 1999.)
Ahora bien, para esta comunidad la muerte es volver al sitio de donde fueron creados: esto lo relata su mito.

...nosotros estamos arriba, pero en el fondo hay gente, los Añú. En el fondo hay un mundo que se hundió y están allá abajo, por eso cuando hay una creciente fuerte se siente un ruido, ese es el llanto de los Añú que están allá en el fondo, en el otro mundo.  Del mundo que se hundió nacen, retoñan los Añú.
Medina Josefina

En los testimonios dados se descubre la concepción que tienen del más allá, lugar que Ayuyei creó al principio y que los Añú compaginan con el agua de la cual fueron creados.
Sin embargo, el sitio donde mora el Añú muerto, todo es paz y felicidad. Se da el encuentro con otros Añú que partieron mucho antes, entre ellos sus parientes.  Es la continuidad de la vida, es un mundo ni lejano ni ajeno a lo que ha sido su modo de vida.

...esa que viene es mamá – dicen los angelitos que uno tiene, menos mal que yo tengo siete delante, se me murieron siete muchachos. Ellos me esperan. ¡Esa que viene ahí es mamá! Y me agarran y me llevan pa’ que el señor. Ese es otro pueblo, en el camino hay tragavenaos, toros, perros, palomas y si en mi vida yo les di palos, me tiran al paso más feo, si uno se porta bien no se meten con nada. Esa es una tierra nueva donde estamos tranquilos y contentos. No son ideas del Paraujano, es así, cuando ustedes ven un relámpago que no se quita, ahí viven los Añú muertos, son mantas de colores y están contentos, donde esta el relámpago vive el Añú otra vez, nosotros no morimos.
(Medina Josefina)

### Nosotros nacimos del agua, relato del origen
El siguiente relato del mito de la creación es narrado por una abuela añú: la Sra. Josefita Medina. Y está recopilado por Fernández, Alí en su tesis: La relación cuerpo-enfermedad en los pobladores Añú de la Laguna de Sinamaica, trabajo que presentó para optar al grado de magíster scientiarum en Antropología, mención Antropología Social y Cultural. LUZ, Maracaibo, 1999.
Ariyuu formó a Warushar con creciente que traían y abonaban la tierra acompañada con vientos fuertes, mucha lluvia, tempestad y relámpagos. Todo eso era pa’ abonar la tierra y así se formó Warushar.
Nosotros los Añú nacimos así. Ariyuu formó en nuestra tierra a los niños, se decía por allá hay unos muchachitos y aparecían en pareja y crecieron en los montes y se fueron fomentando, pero esos Añú estaban antes en el mundo. Porque allá en el fondo hay otro mundo, de allí nacieron los Añú y en la laguna crecieron más. Hubo un momento que muchos niños y personas se convirtieron en Meikol, en animales. Muchos de los que se convirtieron en Meikol sabían pescar y sacar pescao con su pico, pero también muchos Meikol se convirtieron después en gente, en personas y eran unos buenos pescadores. Nosotros nacimos del agua. Nosotros  estamos arriba, pero en el fondo hay gente, los Añú. En el fondo hay un mundo que se hundió y están allá abajo, por eso cuando hay una creciente fuerte se siente un ruido, ese es el llanto de los Añú que están allá en el fondo, en el otro mundo. Del mundo que se hundió nacen, retoñan los Añú.

Por el cuerpo de Warushar estamos aquí, si Warushar no nos hubiera dado cuerpo no estuviéramos en aquí, nosotros estuviéramos perdidos, no estuviéramos en el mundo… El cuerpo vive del agua, yo vivo en el agua con la arena, el cuerpo es de agua y arena, de ella y de nosotros también. Por eso dicen que el cuerpo es Warushar… Warushar está  enferma, si Warushar  muere, nosotros moriremos con ella.
Fuente: LUENGO, Ángel. (2005) La cosmogonía Añú. trabajo para optar al grado de Licenciado en Filosofía. Universidad Católica Cecilio Acosta. Maracaibo.)

## Vocabulario
- Añú: Gente de la costa de Mar.
- Aruyuu: Dios creador, Divinidad Suprema.
- Warushar: La Laguna
- Meikol: Zancudos o zancudas.
- Baqueta: Vara con la punta afilada